# China Unicom

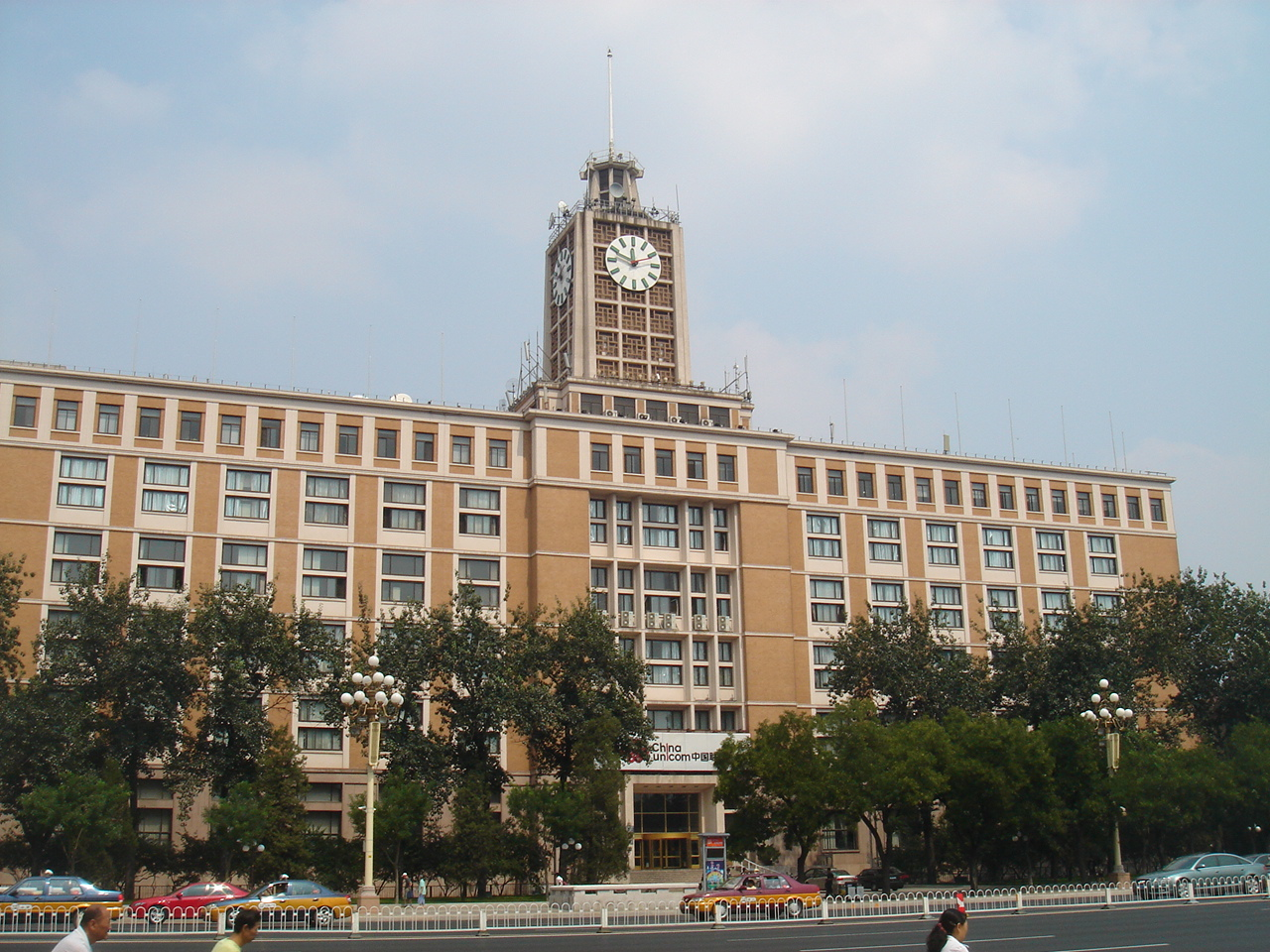
Xidan Telegraph Building, Peking

China Unicom (chinesisch 中国联通; voller Name China United Network Communications Group Co., Ltd., chin. 中国联合网络通信集团有限公司) ist ein volkseigenes Telekommunikationsunternehmen in der Volksrepublik China.
52,6 % des China Unicom (Hong Kong) gehören der staatseigenen China Unicom (BVI) Ltd. und China United Network Communications Limited. Die restlichen Anteile werden an der Hong Kong Stock Exchange (SEHK: 0762) und an der New York Stock Exchange (NYSE: CHU) gehandelt. Die Aktien sind im Hang Seng Index und im China Traded Index gelistet.
China Unicom wurde als staatseigene Korporation am 19. Juli 1994 vom Ministerium für Elektronikindustrie (heute Ministerium für Industrie und Informationstechnologie) gegründet.
Das Unternehmen begann als Anbieter von  Wireless Paging und GSM. Gegenwärtig bietet es eine umfassende Produktgruppe von Dienstleistungen an wie z. B. CDMA2000-Mobilnetzwerke, Fern- und Ortsgespräche, Datenkommunikation, Internetanschlüsse und IP-Telefonie.
China Unicom und China Netcom haben Anfang 2009 fusioniert.
Am 28. August 2020 veröffentlichte das US-Verteidigungsministerium die Namen weiterer „kommunistischer chinesischer Militärunternehmen“, die direkt oder indirekt in den USA tätig sind. China Unicom wurde in die Liste aufgenommen.
Am 30.01.22 entzog die Federal Communications Commission (FCC) die Genehmigung in den USA. Der US-Ableger des staatseigenen chinesischen Telekommunikationsanbieters muss seine Angebote innerhalb von 60 Tagen einstellen.
Nach der russischen Invasion in der Ukraine im Jahr 2022 setzte die China United Network Communications Group ihre Geschäftstätigkeit in Russland über ihre Tochtergesellschaft China Unicom (Russia) Operations Limited Liability Company fort und führte ihre Aktivitäten trotz internationaler Sanktionen und des massenhaften Rückzugs von Unternehmen unverändert weiter. Eine Untersuchung der Yale School of Management stufte das Unternehmen in die Kategorie „Grade F“ („Digging In“) ein, was darauf hinweist, dass es sich Forderungen nach einem Rückzug oder einer Einschränkung der Aktivitäten in Russland widersetzt hat.